# Battledrome
Metaltech: Battledrome é um estilo de mecha simulação de videogame da série   Metaltech , desenvolvido pela Dynamix e lançado em 1994. Foi publicado ao lado de seu jogo irmão   Earthsiege  e compartilha aproximadamente a mesma mecânica e estratégia de jogo, embora em um cenário completamente diferente.

## Gráficos
O jogo apresenta uma simulação tridimensional da batalha robótica. Todos os objetos do jogo são texturizados e há física rudimentar presente. Esse também foi um dos pontos críticos, devido aos requisitos de hardware excepcionalmente altos para computadores típicos no momento do lançamento. [carece de fontes?]

## Jogabilidade
O jogador compete contra outros jogadores (pela rede) ou contra jogadores de IA no jogo local. Ele deve comprar o chassi, geradores, escudos, servos e armas da Herc e depois desafiar os outros a lutar contra ele. Durante a negociação, ambas as partes podem estabelecer apostas, além de prêmios monetários calculados de forma independente para o vencedor, definir condições de combate, limitar o armamento e prosseguir para a batalha.
A batalha é realizada na arena, limitada em tamanho por suas fronteiras. Na arena, dois jogadores competem taticamente um contra o outro e são vigiados pelo bot do árbitro voador, que atribui penalidades (ultrapassando as fronteiras da arena) ou pode desqualificar (no caso, o jogador usa arma proibida). A arena pode conter uma quantidade e tipo de obstáculos variáveis, torres de canhão, condições de iluminação e tamanho variável.
Único no Battledrome é o modelo de distribuição de energia no Herc. Cada jogador pode redistribuir a prioridade entre o motor, o escudo e as armas. Combinado com as limitações das armas, as condições encontradas anteriormente durante a fase de negociação entre os jogadores, as qualidades do chassi Herc (alguns Hercs têm torso mais forte, pernas ainda mais fracas e vice-versa) e riscos na arena - isso permite uma variedade de táticas: acertar e correr, fugir e ataque cauteloso, ataque direto, absorção de dano com retaliação, inteligência por alcance de armas e muitos outros.
A luta termina com base nas condições definidas durante a negociação, geralmente com a obliteração ou a rendição (que é atrasada) de um dos jogadores. O vencedor recebe o prêmio e a aposta do inimigo. Recompensas adicionais incluem uma classificação e reputação mais altas que desbloqueiam o acesso a Hercs mais pesados. O perdedor deve pagar sua aposta e desce a escada do ranking. Ambas as partes têm a opção de reparar seus Hercs, embora a parte perdida possa ter um custo total de reparo drasticamente mais alto devido à quantidade de dano sofrido.
Se o jogador conseguir manter seu Herc operacional, ele poderá desafiar outros jogadores novamente. Caso contrário, é um jogo acabado.

## Recepção
Computer Gaming World  classificou o jogo como menos atraente visualmente do que "seu companheiro estável" ' Earthsiege' 'e criticou os controles desajeitados e o modo fraco de jogador único, mas elogiou o jogo recurso multiplayer.